# Javra
Javra is een geslacht van insecten uit de orde vliesvleugeligen (Hymenoptera) en de familie Ichneumonidae.

## Soorten
- J. anomala (Morley, 1908)
- J. coreensis (Uchida, 1930)
- J. epistomata (Morley, 1914)
- J. glaesaria Townes, 1962
- J. gracilis (Cameron, 1907)
- J. jemilleri (Kriechbaumer, 1893)
- J. longicornis Cameron, 1903
- J. opaca (Thomson, 1873)
- J. parviceps Cameron, 1903
- J. polymaculata Kusigemati, 1986
- J. quadriannulata (Strobl, 1901)
- J. rugata Townes, 1962
- J. taniguchiae (Uchida, 1956)
- J. tenebrosa (Brischke, 1881)
- J. teranishii (Uchida, 1952)
- J. thuringiaca (Schmiedeknecht, 1905)
- J. tricincta (Gravenhorst, 1829)